# Króbka

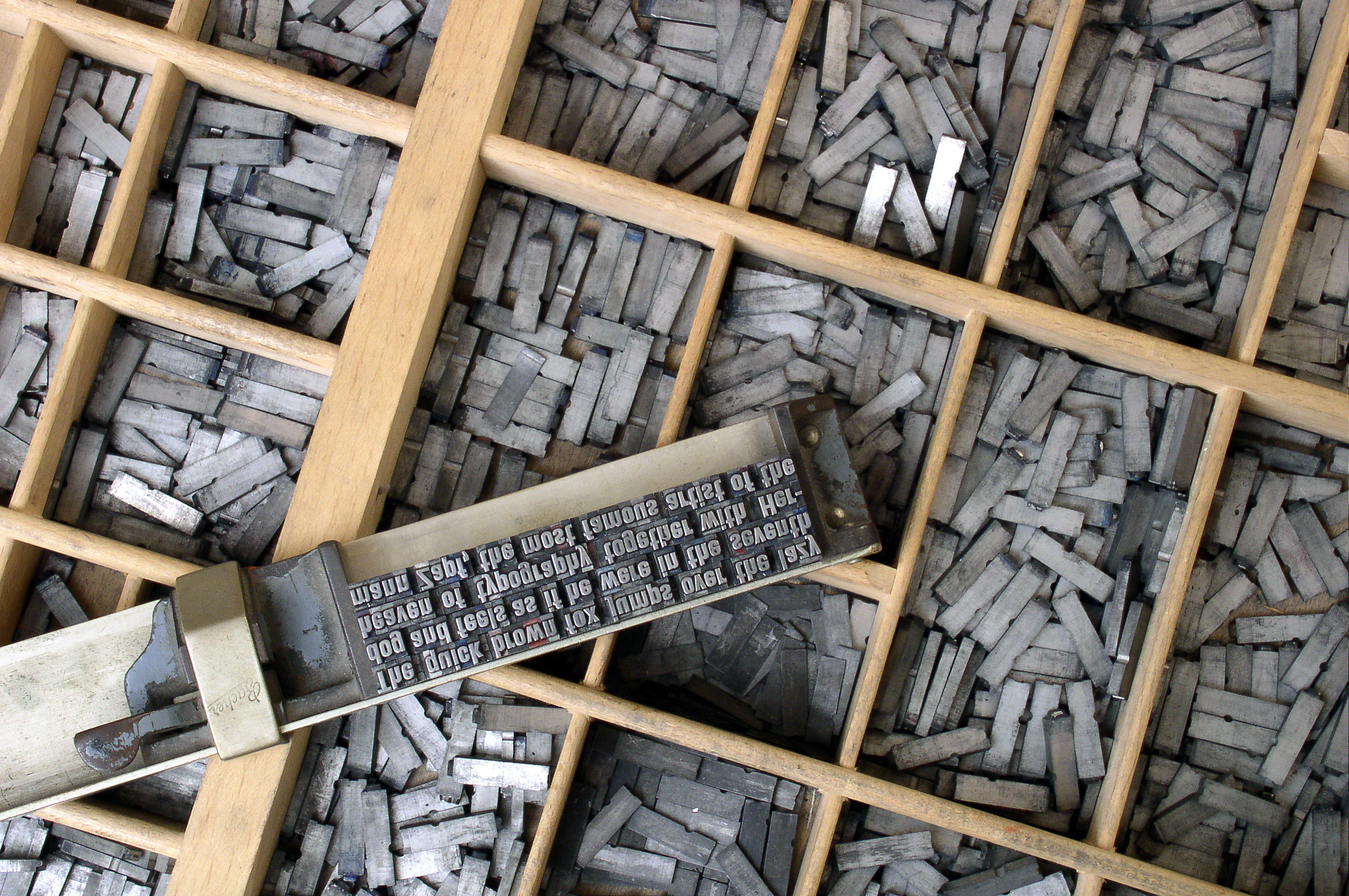
wierszownik położony na króbkach kaszty

Króbka (krupka) – pojemnik w kaszcie zecerskiej służący do przechowywania czcionek jednej litery, cyfry lub innego znaku albo jednego rodzaju justunku drobnego. Produkuje się dziewięć typów wkładów z tworzywa sztucznego do metalowych szuflad kasztowych. Jeden wkład może się składać na jedną króbkę lub tworzyć dwie, trzy lub cztery odpowiednio mniejsze króbki. Dzięki temu możliwe jest dowolne kształtowanie rozkładu materiału zecerskiego oraz właściwego doboru wielkości poszczególnych króbek.